# Богословка (Україна)
Богосло́вка — село в Україні, у Мигіївській сільській громаді Первомайського району Миколаївської області. Населення становить 85 осіб. 